# Umocowanie (prawo)
Umocowanie (przedstawicielstwo) - to nadanie kompetencji do dokonywania (w granicach umocowania) czynności prawnych określonemu podmiotowi prawa w imieniu mocodawcy. Według Kodeksu cywilnego umocowanie może opierać się:
- na ustawie - przedstawicielstwo ustawowe (wynika z mocy prawa),
- na oświadczeniu reprezentowanego - pełnomocnictwo (w tym prokura).